# Subgulina lineata
Subgulina lineata is een insect uit de familie van de mierenleeuwen (Myrmeleontidae), die tot de orde netvleugeligen (Neuroptera) behoort. 
Subgulina lineata is voor het eerst wetenschappelijk beschreven door Navás in 1913.